# Park Narodowy Mebbin
Mebbin (Mebbin National Park) – park narodowy położony w stanie Nowa Południowa Walia w Australii, około 630 km na północ od Sydney.
Park jest częścią rezerwatu Gondwana Rainforests of Australia, wpisanego na listę światowego dziedzictwa UNESCO.